# Bahá’í-Institut für höhere Bildung
Das Bahá’í-Institut für höhere Bildung (persisch دانشگاه علمی آزاد; englisch Bahá’í Institute for Higher Education, kurz BIHA) ist eine dezentral organisierte und offene Bildungseinrichtung im Iran, die 1987 von der Bahai-Gemeinde im Iran gegründet wurde, um den Bildungsbedürfnissen jener gerecht zu werden, denen die iranische Regierung systematisch den Zugang zu höherer Bildung verwehrt. Derzeit bietet das BIHE, das fälschlich als Untergrunduniversität dargestellt wird, über eine Hauptfakultät im Iran und eine angeschlossene globale Fakultät von Universitäten auf der ganzen Welt insgesamt 56 Bachelor- und Masterstudiengänge in den Bereichen Naturwissenschaften, Ingenieurwesen, Wirtschaft und Management, Geistes- und Sozialwissenschaften an. Mehr als 1161 Universitäten in Nordamerika, Europa und Australien haben die Absolventen des BIHE bisher direkt in Master- und Promotionsprogramme aufgenommen. Das BIHE hat eine dezentrale und flexible Struktur und nutzt einen hybriden Ansatz aus Offline- und Online-Lehrmethoden, der es ihr ermöglicht hat, unter ungewöhnlichen soziopolitischen Umständen zu wachsen. Trotz zahlreicher Verhaftungen, regelmäßiger Razzien, mehrerer Inhaftierungen, Massenbeschlagnahmungen von Schulausrüstung und allgemeiner Schikanen hat das BIHE ihren Betrieb fortgesetzt und ausgeweitet. Beobachter heben entsprechend hervor, dass das BIHE eine gewaltfreie, kreative und konstruktive Antwort auf eine anhaltende Unterdrückungssituation bietet.

## Kontext

### Verfolgung der Bahai im Iran
Seit ihrer Entstehung im 19. Jahrhundert ist die Bahai-Gemeinde im Iran verschiedenen Formen der Verfolgung ausgesetzt, darunter feindselige Propaganda und Zensur, soziale Ausgrenzung, Verweigerung von Bildung und Beschäftigung, Beschlagnahme und Zerstörung von Eigentum, Brandstiftung, ungerechtfertigte Festnahmen und Inhaftierungen, physische und psychische Folter, Todesdrohungen, willkürliche Hinrichtungen und Verschwindenlassen. 1979 verschärfte sich die Verfolgung und machte die Bahai – die größte religiöse Minderheit des Landes – zum Ziel einer systematischen, staatlich geförderten Unterdrückungskampagne. Im Rahmen dieser anhaltenden Kampagne wurden über 200 Bahai hingerichtet; Tausende weitere wurden inhaftiert, verloren ihre Arbeit, wurden von Rentenleistungen ausgeschlossen, von Schulen und Universitäten verwiesen, erhielten keine Gesundheitsversorgung, ihr persönliches Eigentum geplündert und ihre Grabstätten geschändet wurden. Die moderne Verfolgung der iranischen Bahai dauert nun schon das vierte Jahrzehnt an. Im Jahresbericht 2016 an die UN-Generalversammlung bezeichnet UN-Generalsekretär Ban Ki-moon die Bahai-Gemeinde im Iran als „die am stärksten verfolgte religiöse Minderheit“ des Landes.

### Verweigerung des Rechts auf Bildung
Die Verweigerung des Rechts auf höhere Bildung ist ein Instrument, das die iranische Regierung gegen viele einsetzt, deren Ideologie der Autorität der herrschenden Geistlichen widerspricht oder sie bedroht. Die Bahai sind jedoch die einzige Gruppe, die sich dieser umfassenden Verweigerung dieses Rechts ausgesetzt sieht. Die Bemühungen der iranischen Regierung, den Bahai das Recht auf Bildung zu verweigern, werden von den Bahai als Teil ihrer koordinierten Bemühungen angesehen, die Bahai-Gemeinde als lebensfähige Gruppe innerhalb der iranischen Gesellschaft zu beseitigen.
Kurz nach der iranischen Revolution im Jahr 1979 wurden zahlreiche Bahai-Studenten, die das gesamte Bildungssystem von der Grundschule über die Sekundarschule bis hin zur Universität durchlaufen hatten, von den Schulen verwiesen und daran gehindert, ihre Ausbildung fortzusetzen. Ebenso wurden Bahai-Professoren und Fakultätsmitglieder aus allen Universitäten und akademischen Einrichtungen des Landes entlassen. In den 1980er Jahren wurden Grund- und Sekundarschüler teilweise als Reaktion auf internationalen Druck wieder zugelassen. Bis heute hat die Regierung jedoch das Verbot für Bahai-Jugendliche, öffentliche und private Hochschulen und Universitäten zu besuchen, aufrechterhalten.
Die offizielle Verordnung, die Bahai-Studenten den Zugang zu öffentlichen Universitäten verwehrt, wurde 1981 erlassen. In diesem Jahr führten die Universitäten ein neues Zulassungssystem ein, bei dem nur Personen zugelassen wurden, die sich mit einer der vier in der Verfassung der Islamischen Republik Iran anerkannten Religionen – Islam, Christentum, Judentum und Zoroastrismus – identifizierten. Die systematische Ausweisung von Studenten und Lehrkräften war den Bahai bis 1983 klar geworden.
Im Jahr 1991 bekräftigte die Regierung diese Politik in einem privaten Memorandum, das vom iranischen Revolutionsrat ausgearbeitet und von Ayatollah Khamenei gebilligt wurde. Darin heißt es: „Die Regierung muss so mit [den Bahai] umgehen, dass ihr Fortschritt und ihre Entwicklung blockiert werden. ... Sie können in Schulen eingeschrieben werden, sofern sie sich nicht als Bahai zu erkennen geben. ... Vorzugsweise sollten sie in Schulen eingeschrieben werden, die eine starke und imposante religiöse Ideologie haben. ... Sie müssen von den Universitäten verwiesen werden, entweder im Rahmen des Zulassungsverfahrens oder während des Studiums, sobald bekannt wird, dass sie Bahai sind.“
Im Laufe der Jahre wurden verschiedene Tricks in verschiedenen Phasen des Zulassungsverfahrens an Universitäten, einschließlich der Bewerbung, der Aufnahmeprüfung und der Einschreibung, angewandt, um Bahai von öffentlichen und privaten Hochschulen und Universitäten auszuschließen. Von einer kleinen Anzahl von Bahai-Studenten, die sich einschreiben und ihr Studium an Universitäten aufnehmen konnten, wurde die Mehrheit vor dem Abschluss des Studiums ausgeschlossen.

## Entstehung und Entwicklung
Nach gescheiterten Versuchen, die Regierung des Iran dazu zu bewegen, qualifizierte Bahai-Studenten an Universitäten zuzulassen, mobilisierte die Bahai-Gemeinde des Iran ihre begrenzten Ressourcen, um ihren Jugendlichen und jungen Erwachsenen eine Hochschulbildung zu ermöglichen. In einer gemeinsamen Anstrengung arbeitete ein kleiner Kern von Professoren, Dozenten und Forschern, die aufgrund ihrer Religionszugehörigkeit entlassen worden waren, an der Entwicklung eines informellen Hochschulnetzwerks. Diese Bemühungen gipfelten in der Gründung des BIHE, das 1987 zunächst als „wissenschaftliches Programm“ bekannt war.
Nach und nach wurde das Programm erweitert und erhielt einen formelleren Charakter. Bis Mitte der 1990er Jahre hatte es sich zu einem umfangreichen Institut entwickelt, das als „Open University“ oder Bahai Institute for Higher Education (BIHE) bekannt wurde. Mit dem Aufkommen des Internets und der zunehmenden Unterstützung durch Mitarbeiter im Ausland wurden die Lehrplanstandards des BIHE gestärkt und eine größere Auswahl an Hauptfächern und Schwerpunkten eingeführt.
Trotz enormer logistischer Einschränkungen und der Versuche der iranischen Behörden, das BIHE durch Razzien, Verhaftungen und Inhaftierungen wichtiger Fakultätsmitglieder und Mitarbeiter zu schließen, konnten Erfolge erzielt werden und setzten viele Studenten ihre Master- und Doktorandenprogramme an Universitäten in anderen Ländern fort. Heute bietet das BIHE mit Hilfe von etwa 955 Lehrkräften und Verwaltungsmitarbeitern 17 Bachelor-, 65 Master- und 45 Associate-Studiengänge in den Bereichen Naturwissenschaften, Ingenieurwesen, Wirtschaft und Management, Geistes- und Sozialwissenschaften an.

## Funktionsweise
In den Anfangsjahren funktionierte das BIHE wie eine Fernschule, bei der Lehrkräfte und Studierende Unterrichtsmaterialien und Aufgaben über das staatliche Postsystem austauschten. Da die Professoren ihre Vorlesungen nicht öffentlich halten konnten, erstellten sie Vorlesungsnotizen und Lehrbücher, die sie an die Studierenden verteilten. Als die Universität feststellte, dass die Regierung die Postpakete untersuchte und abfing, um die Arbeit der Universität zu stören, entwickelte das BIHE einen eigenen Kurierdienst mit freiwilligen Boten, die die Hausaufgaben aller Studenten in einem Ort mit dem Motorrad abholten, sortierten und dann an die Professoren auslieferten.
Im Laufe der Zeit und mit der Ausweitung ihrer Tätigkeit begann die Universität, Kleingruppenunterricht in Privathäusern zu organisieren. Diese wurden durch spezielle Unterrichtsräume und Labore in privatwirtschaftlichen Gebäuden in der Nähe und in Teheran ergänzt. Das BIHE-System umfasste auch ein Netzwerk von speziellen Bibliotheken in den Privathäusern von Bahai im ganzen Land. Diese mehr als 45 Bibliotheken ermöglichten es den Studierenden in jedem Distrikt, die erforderlichen Lehrbücher und Kursmaterialien zu erhalten.
Seit 2005 hat das BIHE ein Modernisierungs- und Erweiterungsprogramm durchgeführt, das die vollständige Integration des Internets in ihre Aktivitäten umfasst. Infolgedessen arbeitet das BIHE derzeit nach einem hybriden Lernmodell, das sowohl traditionelle Offline-Methoden als auch zunehmend Online-Komponenten umfasst. Traditionelle Klassenraum- und Seminarpräsentationen bieten den Studierenden des BIHE wichtige Lernräume. Darüber hinaus haben sich viele Kurse von reinen Offline-Veranstaltungen zu hybriden Kursen entwickelt. Durch die Einbindung von Online-Komponenten in die Lehrmethoden des BIHE konnte die Universität ihre Kurse und Programme durch den Einsatz internationaler Dozenten erweitern.

## Standorte
Die Universität hat keinen physischen Campus. Sie arbeitet nach einem Hybridmodell, das sowohl traditionelle Präsenz- als auch Online-Kurse umfasst. Es gibt keinen bestimmten Ort für Präsenzkurse. Sie finden abwechselnd in den Häusern der Studierenden und anderer Mitglieder der Bahai-Gemeinde statt. Gelegentlich werden einige Kurse an gemieteten, abgelegenen Orten abgehalten. Die Gastgeber stellen ihre Häuser trotz der damit verbundenen Gefahren und Risiken freiwillig für Präsenzkurse zur Verfügung. In Teheran und Umgebung werden bestimmte Orte, wie beispielsweise ein Stockwerk in einem Wohnhaus oder ein privates Gewerbeobjekt, als Laboratorien genutzt. Es werden zahlreiche Sicherheitsmaßnahmen ergriffen, um keine Aufmerksamkeit zu erregen. Diese Laboratorien wurden bereits mehrfach von der Regierung durchsucht und versiegelt. Jedes Mal wurden sie nach einiger Zeit an einem anderen Ort wiedereröffnet.

## Besondere Merkmale

### Kreative und konstruktive Antwort auf Unterdrückung
Die Gründung des BIHE wurde als kreative und gewaltfreie Antwort auf die anhaltende Kampagne der iranischen Regierung angesehen, den iranischen Bahai-Jugendlichen den Zugang zu höherer Bildung zu verwehren. Anstatt angesichts der Unterdrückung ihre Handlungsfähigkeit zu verlieren, haben die iranischen Bahai aktiv ihre eigene Bildungsinstitution aufgebaut und ihre Jugend durch Bildung gestärkt. Sie damit hat eine konstruktive Alternative zur politischen Organisation gegen die Behörden oder zum Gefühl der Viktimisierung geboten.
Das BIHE wurde für sein Modell gelobt, das Minderheitengruppen dabei hilft, sich selbst zu erhalten, mit diskriminierenden soziopolitischen Umständen zurechtzukommen und unter diesen Bedingungen zu überleben und sich weiterzuentwickeln.

### Dezentralisierte und fluide Struktur
Das Institut ist dezentral organisiert und seine Funktionen erreichen das ganze Land durch eine Kombination von Präsenz- und Online-Kursen, wobei die Präsenzkurse in den Häusern der Studierenden, der Fakultät und anderer ehrenamtlicher Mitglieder der Gemeinschaft stattfinden. In jeder Provinz oder Region führen lokale Verwaltungsassistenten bestimmte Logistik- und Managementaufgaben aus. Teile des Bewerbungs- und Zulassungsverfahrens sowie die Studienberatung und die Durchführung von Prüfungen werden ebenfalls über dasselbe Netzwerk auf lokaler Ebene durchgeführt. Die Dozenten gestalten ihre Kurse frei von den Vorgaben einer einzigen Organisation, und ein Netzwerk von Lehrassistenten arbeitet bei der tatsächlichen Durchführung der Ausbildung zusammen. Die Unabhängigkeit der Dozenten von den Verwaltungsmitarbeitern, der Lehrassistenten von den Dozenten und der Studierenden von allen schafft Anpassungsfähigkeit in des BIHE, und diese Facette ihres Charakters wurde durch den laufenden Modernisierungsprozess und die Verlagerung hin zum Online-Lernen bewahrt und ergänzt.

### Ehrenamtliche Tätigkeit
Das BIHE stützt sich in hohem Maße auf den ehrenamtlichen Einsatz und den „Geist des Dienstes“ am Nächsten. Die Mitglieder der Bahai-Fakultät stellen ihre Zeit als eine Form des Dienstes an der Gemeinschaft zur Verfügung und werden nicht bezahlt. Neben dem akademischen Personal bietet ein Netzwerk von Freiwilligen aus der Gemeinschaft logistische Unterstützung wie Transport, Unterkunft und die Ausrichtung von Kursen, Prüfungen und anderen akademischen Veranstaltungen. Im Laufe der Zeit haben sich die Strukturen für ehrenamtliche Tätigkeiten organisch weiterentwickelt. Eine Studie zeigt, dass die Mitarbeiter und die Gemeindemitglieder die Freiwilligenarbeit am BIHE als sinnvollen Weg des Dienstes an der Gemeinschaft betrachten und durch ihr Gefühl der Liebe und Fürsorge für die Jugend motiviert sind. Viele der BIHE-Studenten, die ihr Studium im Ausland abschließen, kehren in den Iran zurück, um sich am BIHE freiwillig zu engagieren, obwohl sie wissen, dass sie mit Schwierigkeiten konfrontiert sein werden.

### Mobilisierung der Gemeinschaft
Das BIHE ist eine partizipatorische Initiative, die von der Gemeinschaft getragen wird und durch die sie in der Lage ist, aus ihren eigenen Ressourcen und Talenten zu schöpfen, um die Entwicklung ihrer Jugend zu fördern. Ein breiter Input von der Basis, von allen und nicht nur von der Elite, ist willkommen, und alle Mitglieder der Gemeinschaft sind eingeladen, zu einem gemeinsamen Ziel beizutragen. Die Aktivitäten des BIHE haben auch den Zusammenhalt der Bahai-Gemeinde trotz des Drucks der soziopolitischen Marginalisierung gestärkt und gefestigt.

### Anhaltende Resilienz
Das BIHE ist eine widerstandsfähige Organisation, die seit fast vier Jahrzehnten besteht. Sie wurde vor dem Hintergrund intensiver Verfolgung gegründet. Trotz erheblicher Einschränkungen hat sie sich weiterentwickelt und ihre Arbeit trotz der Kampagnen der Regierung, die ihre Arbeit stören sollten, fortgesetzt und überlebt. In Krisen hat sich das BIHE als anpassungsfähig und entschlossen erwiesen, ihre Arbeit trotz anhaltender Opposition fortzusetzen. Einige sehen die Fähigkeit des BIHE Fähigkeit, sich an ständig ändernde Umstände anzupassen, als Schlüsselfaktor für ihren anhaltenden Erfolg an. Eine Studie behauptet, dass die Synergie zwischen marginalisierten, aber engagierten Studenten, die mit marginalisierten, aber engagierten Mitarbeitern zusammenarbeiten, die Quelle der Widerstandsfähigkeit des BIHE angesichts von Feindseligkeiten ist.

### Antwort auf soziale und emotionale Bedürfnisse
Es wird angenommen, dass das BIHE auf die verschiedenen sozialen und emotionalen Bedürfnisse diskriminierter Studenten reagiert, indem sie ihnen Zugang zu höherer Bildung verschafft und es ihnen ermöglicht, sozial und akademisch aktiv zu bleiben. Ein Großteil der Mitarbeiter des BIHE sind iranische Bahai, die aufgrund ihrer Zugehörigkeit zum Bahai-Glauben aus ihren akademischen Positionen entlassen wurden. Die Möglichkeit, am BIHE Hochschulbildung zu vermitteln, war für sie eine erfreuliche Erfahrung und half ihnen, den Schmerz über ihre eigene Bildungsausgrenzung zu bewältigen.

## Akademische Ausbildung

### Studienabschlüsse und Programme
Im Jahr 2024 bot das BIHE insgesamt 56 Studiengänge auf Universitätsniveau in fünf Fakultäten an: Naturwissenschaften, Ingenieurwesen, Wirtschaft und Management, Geisteswissenschaften und Sozialwissenschaften.

#### Bachelor-Studiengänge
- Buchhaltung
- Architektur
- Biowissenschaften
- Betriebswirtschaft
- Chemische Verfahrenstechnik
- Informatik
- Anglistik
- Rechtswissenschaften
- Musik
- Persische Literatur
- Psychologie
- Pharmazeutische Wissenschaften
- Pharmazie
- Soziologie
- Bauingenieurwesen
- Verkehrswesen
- Wasser- und Abfalltechnik

#### Master-Studiengänge
- Angewandte Umweltwissenschaften
- Beratungspsychologie
- Baumanagement
- Kinder- und Jugendpsychologie
- Lehrplanentwicklung
- Gesundheitsförderung in der Gemeinschaft
- Menschenrechte
- Internationales Recht
- MBA
- Neurowissenschaften
- Persische Literatur
- Gesundheitswesen
- Soziologie
- Software-Engineering
- Bauingenieurwesen
- Übersetzungswissenschaft

#### Associate-Programme
- Buchhaltung
- Bauwesen
- Computertechnologie
- Frühkindliche Bildung

### Fakultät
Im Jahr 2024 verfügte das BIHE über mehr als 700 Fakultätsmitglieder, die im Iran ansässige Akademiker und Fachkräfte sind, sowie über ein Netzwerk von angeschlossenen Fakultäten weltweit, die die Universität durch Online-Kurse, Lehrplanentwicklung und andere Dienstleistungen unterstützen. Ein großer Teil der Fakultätsmitglieder sind Absolventen des BIHE.
Zu Beginn waren die Verwaltungsmitarbeiter und Lehrkräfte des BIHE hauptsächlich Bahai-Professoren, die nach der islamischen Revolution von 1979 von iranischen Universitäten entlassen worden waren. Zu den anderen Fakultätsmitgliedern gehörten Ärzte, Zahnärzte, Rechtsanwälte und Ingenieure, von denen viele nach der islamischen Revolution von den iranischen Behörden entlassen wurden. Die Universität stützte sich auch auf die Expertise einer kleinen und anonymen Gruppe von Bahai-Akademikern in Nordamerika, Europa und Australien, die die neuesten Lehrbücher und Forschungsarbeiten schickten, gelegentlich als Gastdozenten in den Iran reisten und anderweitig pädagogische und technische Unterstützung leisteten.
Mit der Erweiterung der Online-Fähigkeiten des BIHE in den letzten zehn Jahren wurde die Universität auch von einer großen und wachsenden Zahl freiwilliger Professoren aus der ganzen Welt unterstützt, die ihre Affiliated Global Faculty (AGF) bilden.
Obwohl das BIHE sich an die Bahai-Gemeinde im Iran richtet, ist sie kaum eine ausschließlich Bahai-Institution. Nicht-Bahai-Iraner sowohl im Land als auch als Teil des AGF-Netzwerks der Universität haben mit des BIHE zusammengearbeitet und zu ihrem Erfolg beigetragen.
Fast alle Professoren und Verwaltungsmitarbeiter des BIHE sind Freiwillige, die ohne Bezahlung arbeiten.

### Absolventen
Im Iran haben die Absolventen des BIHE das Lob ihrer Arbeitgeber in privaten Unternehmen erhalten. Einige von ihnen haben hohe Positionen in den Organisationen erreicht, und einige haben einen großen Beitrag zur sozialen und wirtschaftlichen Verbesserung ihrer Gemeinschaft und der iranischen Gesellschaft geleistet. Außerhalb des Iran arbeiten derzeit einige Absolventen des BIHE als Professoren und Forscher in akademischen und beruflichen Bereichen.
Die überwiegende Mehrheit der Absolventen des BIHE, die ihre Ausbildung auf Master- und Promotionsebene in anderen Ländern fortgesetzt haben, sind in den Iran zurückgekehrt, um am BIHE zu unterrichten oder es anderweitig zu unterstützen. Einige von ihnen wurden später aufgrund ihrer Zugehörigkeit zur BIHE verfolgt und inhaftiert.
Studierende und Absolventen des BIHE haben auch Arbeiten in den Bereichen Fernunterrichtstechnologien, Materialwissenschaften, Biologie, Informatik und Bauingenieurwesen veröffentlicht.
Fariba Kamalabadi und Vahid Tizfahm, zwei Mitglieder der verhafteten Führungsspitze der Bahai im Iran, sind Absolventen des BIHE.

## Reputation und internationale Anerkennung
Die New York Times bezeichnet das BIHE als „einen ausgeklügelten Akt der gemeinschaftlichen Selbsterhaltung“. das BIHE wurde als eines der wenigen Beispiele für eine von der Gemeinschaft finanzierte Hochschulbildung in einer geschlossenen Gesellschaft, als gewaltfreie, anpassungsfähige und konstruktive Form des Widerstands gegen Unterdrückung und als Beispiel für Empowerment durch Bildung. Es wird angenommen, dass das BIHE Organisationen und Aktivisten, die sich mit ähnlichen Formen der Ausgrenzung in geschlossenen Gesellschaften auf der ganzen Welt befassen, viele Lehren bieten kann. Die Wirksamkeit des BIHE bei der Bereitstellung von Lehrplänen wurde untersucht und es wurde festgestellt, dass sie ein „sozialer Raum“ ist, der es Bahai-Studierenden und -Mitarbeitern ermöglicht, Lehrkräfte in die Lage versetzt, sich akademisch und sozial zu engagieren, sich mit Gleichaltrigen und Kollegen, die ebenfalls unter religiöser Verfolgung leiden, zu verbinden und auszutauschen und Prinzipien wie Lernen, gemeinnützige Arbeit und Widerstand in Zeiten der soziopolitischen Marginalisierung zu leben sowie aufgrund internationaler Unterstützung, gemeinschaftlicher Opfer und individueller Resilienz zu überleben.
Obwohl die Abschlüsse des BIHE nicht vom iranischen Regime anerkannt werden, haben seit 1998 mehr als 80 Universitäten in Nordamerika, Europa, Australien und Asien die Qualifikationen des BIHE anerkannt und ihre Absolventen direkt in Master- und Promotionsprogramme aufgenommen.
Das BIHE war das erste iranische Mitglied des Open Courseware Consortium und entwickelte und implementierte über dieses ein Projekt des MIT.
Im Oktober 2022 wurde das BIHE in Spanien mit dem LiberPress-Preis für ihre „lobenswerten Bemühungen um die Bereitstellung von Hochschulbildung für Tausende von Bahai-Jugendlichen, die in ihrem eigenen Land keine Bildung erhalten“ ausgezeichnet. Dieser Preis wird seit 1999 jedes Jahr an Institutionen, Organisationen und Einzelpersonen verliehen, die sich für die Stärkung der Kultur der Solidarität, der gemeinsamen Verantwortung und der menschlichen Werte einsetzen.

## Druck und Angriffe
Die iranischen Behörden haben kontinuierlich versucht, die Arbeit des BIHE zu stören, indem sie Hunderte von Bahai-Wohnungen und damit verbundene Büros durchsucht, Universitätsmaterialien und -eigentum beschlagnahmt und Fakultätsmitglieder und Verwaltungsmitarbeiter verhaftet und inhaftiert haben.
Zwischen 1987 und 2005 schlossen die iranischen Behörden die Universität mehrmals als Teil des Musters der Unterdrückung der Bahai-Gemeinde.
Zwischen dem 30. September und dem 3. Oktober 1998 begannen Mitglieder des iranischen Geheimdienstes, des Ministeriums für Information, unmittelbar nachdem die ersten Absolventen des BIHE an einer kanadischen Universität zum Master-Studium zugelassen worden waren, eine groß angelegte Razzia, bei der Beamte über 500 Bahai-Wohnungen durchsuchten, Lehrmaterialien beschlagnahmten und mehr als 36 Fakultätsmitglieder verhafteten. Die Verhafteten wurden während ihrer Haft aufgefordert, ein Dokument zu unterzeichnen, in dem sie erklärten, dass das BIHE nicht mehr existiere und sie nicht mehr mit ihr zusammenarbeiten würden. Sie weigerten sich, eine solche Erklärung zu unterzeichnen. Die meisten der Verhafteten wurden bald darauf wieder freigelassen, vier erhielten jedoch Gefängnisstrafen zwischen drei und zehn Jahren. Die Fakultät, die Verwaltung und die Studenten waren fest entschlossen, ihr Streben nach Wissen gegen alle Widerstände fortzusetzen.
In den Jahren 2001 und 2002 wurden drei von Gemeindemitgliedern genutzte Unterrichtsräume beschlagnahmt und ein Dozent zum Geheimdienst vorgeladen. Im Juli 2002 wurden die Qualifikationsprüfungen des BIHE an acht verschiedenen Orten gleichzeitig gestört, indem die Behörden die Prüfungen auf Video aufnahmen, Studenten befragten und Prüfungsunterlagen und Bahai-Bücher beschlagnahmten. Damit demonstrierten sie, dass die Regierung eine etablierte Politik der Einschüchterung verfolgt.
Eine weitere zentral gesteuerte Razzia fand vom 22. bis 24. Mai 2011 in den Häusern einiger Fakultätsmitglieder und Verwaltungsangestellter statt. Beamte des Geheimdienstministeriums drangen in die Häuser von mindestens 30 Mitarbeitern des BIHE ein und beschlagnahmten Bücher, Computer und persönliche Gegenstände. Die Gebäude in Teheran, die als Labore und für akademische Zwecke genutzt wurden, wurden ebenfalls geschlossen. Die Durchsuchungen und Verhaftungen fanden in Teheran, Zahedan, Sari, Isfahan und Shiraz statt. Insgesamt wurden 16 Lehrkräfte verhaftet. Eine zweite Verhaftungswelle im September 2014 betraf einige weitere Professoren. Einige der Verhafteten wurden innerhalb weniger Wochen wieder freigelassen. Die übrigen wurden wegen „Verschwörung gegen die nationale Sicherheit“ und „Verschwörung gegen die Islamische Republik Iran“ angeklagt und zu vier bis fünf Jahren Haft verurteilt. Heute sind einige von ihnen nach Verbüßung ihrer Haftstrafen wieder auf freiem Fuß, während andere weiterhin in Haft sind.
Die Iran Daily, eine offizielle Regierungszeitung, berichtete, dass „die BIHE-Universität als Deckmantel für die Verbreitung des Bahai-Glaubens diente und dazu genutzt wurde, Bürger in das Bahai-Spionagenetzwerk zu locken und Informationen aus dem Land zu sammeln“. Es wurde berichtet, dass die Behörden bei den Verhafteten Bahai-Propaganda, CDs und Bücher gefunden hätten. Der Sprecher der iranischen Vertretung bei den Vereinten Nationen sagte, dass die Razzien am BIHE durchgeführt wurden, weil sie „die Aktivitäten von Sektenmitgliedern systematisch kontrollierte und … in ihr privates, soziales und wirtschaftliches Leben eingriff“. Er sagte auch, dass die Organisation das Ziel verfolge, Nicht-Bahai „in die Falle zu locken“, um schließlich „eine extremistische Sektenbewegung“ zu schaffen.
Die Lehrer und Mitarbeiter des BIHE haben versichert, die Aktivitäten des BIHE fortzusetzen.

## Internationale Unterstützung und Kampagnen
Die Versuche der iranischen Regierung, Bahai von der Hochschulbildung auszuschließen, und die Razzien am BIHE haben die repressive Politik der iranischen Regierung gegen Bahai international in den Blickpunkt gerückt. Internationale Menschenrechtsorganisationen wie die Vereinten Nationen haben ein Ende der religiösen Diskriminierung von Bahai-Studenten gefordert, und verschiedene Regierungen haben den Iran gedrängt, Bahai wieder an den Universitäten zuzulassen.
Nach den Razzien in den 1990er Jahren verurteilte die Canadian Association of University Teachers diese Razzien.
Seit den Razzien im Jahr 2011 gab es weitere und vielfältigere Einwände gegen die Versuche der iranischen Regierung, Bahai von der Hochschulbildung auszuschließen. Die Friedensnobelpreisträger Erzbischof Desmond Tutu und der Präsident von Osttimor, José Ramos-Horta, unterzeichneten einen offenen Brief, in dem der Iran aufgefordert wurde, die Anklage gegen die Bahai-Lehrer bedingungslos fallen zu lassen. Christian Solidarity Worldwide und die Union of Jewish Students forderten den Iran auf, seine diskriminierende Bildungspolitik gegenüber den Bahai zu beenden. Senator Remeo Dallaire aus Kanada warnte vor der „genozidalen Absicht des iranischen Staates“. Lloyd Axworthy, Präsident der University of Winnipeg, und Allan Rock, Präsident der University of Ottawa, veröffentlichten einen Leitartikel, der auf die jüngsten Maßnahmen des Iran aufmerksam machte. Eine internationale Gruppe von 43 akademischen Theologen und Philosophen – mit christlichem, hinduistischem, jüdischem und muslimischem Hintergrund – unterzeichneten einen offenen Brief, der im Daily Telegraph (Vereinigtes Königreich) veröffentlicht und in der Folha de S.Paulo (Brasilien) abgedruckt wurde, und verurteilten darin die Angriffe im Jahr 2011. Eine Petition in Indien wurde von Mitgliedern der Judikative, Exekutive und Legislative, Akademikern, religiösen Führern, NGOs und Wirtschaftsführern unterstützt wurde. Eine weitere Petition in den USA wurde von 48 Dekanen und leitenden Vizepräsidenten amerikanischer medizinischer Fakultäten unterstützt. Der Hauptunterzeichner – Philip Pizzo, Dekan der medizinischen Fakultät der Stanford University – half bei der Sammlung der Unterschriften auf der jährlichen Sitzung des Council of Medical School Deans der Association of American Medical Colleges. Im März 2012 bekräftigte das Komitee für internationale Freiheit der Wissenschaftler der American Physical Society seine Unterstützung aus dem Jahr 2010 für Bahai-Studenten, denen die Ausbildung nicht verweigert werden sollte, und forderte die Freilassung der inhaftierten Dozenten.

### Bildung ist kein Verbrechen (Education is Not a Crime)
„Bildung ist kein Verbrechen“ war eine weltweite Kampagne, die im November 2014 von Maziar Bahari, einem iranischen Filmemacher und Journalisten, ins Leben gerufen wurde, um auf die systematische Verweigerung der Hochschulbildung für junge Bahai durch die iranische Regierung aufmerksam zu machen. Die Kampagne wurde von Baharis Dokumentarfilm „To Light a Candle“ inspiriert, der im September 2014 in London uraufgeführt wurde. Der Film enthüllt anhand persönlicher Geschichten, Interviews und seltener Aufnahmen jahrzehntelange soziale Ungerechtigkeit und religiöse Intoleranz gegenüber der Bahai-Gemeinde im Iran.
Vorführungen des Films an der Basis und Podiumsdiskussionen waren Teil der Kampagne „Bildung ist kein Verbrechen“ und auf ihrer Website wurden Stimmen von Menschen aus aller Welt veröffentlicht, die die Kampagne unterstützten. Die Kampagne hatte am 27. Februar 2015 einen globalen Aktionstag, an dem in Los Angeles eine Großveranstaltung mit dem Titel „Bildung ist kein Verbrechen Live 2015“ organisiert wurde, die von Hunderten weiterer Vorführungen auf der ganzen Welt begleitet wurde.
Friedensnobelpreisträger wie Erzbischof Desmond Tutu, Shirin Ebadi, Tawakkol Karman, Jody Williams und Mairead Maguire haben die Kampagne unterstützt. Sie wurde auch von einer Reihe von Künstlern und Intellektuellen unterstützt, darunter Nazanin Boniadi, Abbas Milani, Mohsen Makhmalbaf, Azar Nafisi, Omid Djalili, Eva LaRue, Mohammad Maleki, der ehemalige Präsident der Universität Teheran, und Mark Ruffalo.

### Bildung unter Beschuss (Education under Fire)
Nach den Entwicklungen, die der UN-Generalsekretär am 13. Oktober 2011 in einem Bericht über die „Menschenrechtssituation in der Islamischen Republik Iran“ mit besonderem Hinweis auf die Razzien meldete, schrieben die Nobelpreisträger Desmond Tutu und José Ramos-Horta einen offenen Brief, in dem sie die sofortige Freilassung der Professoren des Bahai-Instituts für Höhere Bildung und andere Initiativen forderten, die Teil eines Aktionsprogramms mit dem Namen Education Under Fire (EUF) sind.
Single Arrow Productions produzierte eine 30-minütige Dokumentation mit dem gleichen Titel, Education Under Fire (Bildung unter Beschuss). Diese Dokumentation zeichnet die drei Jahrzehnte währende Politik der Islamischen Republik Iran nach, die den Mitgliedern ihrer Bahai-Gemeinde grundlegende Menschenrechte verweigert, darunter das Recht, eine Hochschule zu besuchen. Sie wird von Amnesty International unterstützt. Die Dokumentation und der Brief der Preisträger sind Teil der Aktivitäten von Universitäten und Gemeinden, um auf die Situation aufmerksam zu machen. Die Premiere der Kampagne, bei der der Dokumentarfilm gezeigt wurde, fand am 28. Oktober 2011 statt und wurde von Dozenten der Columbia University, der Duke University und der Eastern Kentucky University sowie von Amnesty International und dem Direktor der International Campaign for Human Rights in Iran gemeinsam veranstaltet 2011. Eine „erfolgreiche“ Kickstarter-Kampagne im Zusammenhang mit dem Dokumentarfilm wurde abgeschlossen und Iran Human Rights veranstaltete im November 2011 einen Podcast über die Initiative.
Der Dokumentarfilm wurde Mitte Februar 2012 auf dem 12. jährlichen Bellingham Human Rights Film Festival und Ende März auf dem 10. jährlichen University of San Francisco Film Festival gezeigt.

#### Ziele
Die erklärten Ziele der Kampagne sind:
- Aufruf an die Regierung der Islamischen Republik Iran, die derzeit inhaftierten BIHE-Dozenten bedingungslos freizulassen und die gegen sie erhobenen Anklagen im Zusammenhang mit ihren Lehrtätigkeiten fallen zu lassen;
- fordert akademische Führungskräfte, Verwaltungsangestellte und Professoren auf, über alle möglichen Kanäle in der iranischen akademischen Gemeinschaft ihre Ablehnung und Missbilligung jeglicher Politik zum Ausdruck zu bringen, die Personen aufgrund ihres religiösen Hintergrunds oder ihrer politischen Überzeugung von der Hochschulbildung ausschließen oder etablierte Studiengänge aus religiösen oder politischen Gründen aus den Lehrplänen der Universitäten entfernen oder verfälschen würde;
- die Universitäten dazu zu ermutigen, die Bildungsqualität des BIHE-Kurse zu überprüfen, um die Anerkennung der dort erbrachten Leistungen zu ermöglichen, sodass die Teilnehmer dieser Programme ihre Studien auf höherer Ebene fortsetzen können; und
- Studenten im Iran, die sonst keinen Zugang zu höherer Bildung hätten oder denen aufgrund staatlicher Einschränkungen im Bereich der Sozialwissenschaften nicht alle Bildungsmöglichkeiten in ihrem Land offen stünden, verfügbare Online-Studiengänge auf Universitätsniveau anzubieten, bei Bedarf auch über Stipendien.

Die Leiter der Wheelock, Wheaton Colleges und der University of Massachusetts Amherst sowie Dozenten verschiedener kanadischer und australischer Colleges und Universitäten haben Briefe zur Unterstützung der Kampagne unterzeichnet, die der Öffentlichkeit zugänglich gemacht wurden. Vorführungen des Dokumentarfilms, oft mit Diskussionen und Aktionspunkten für die Kampagne, fanden oder finden 2012 an einer Vielzahl von Universitäten und Colleges in den USA, Kanada, und Italien statt. Der Dokumentarfilm wurde auch in einer öffentlichen Bibliothek in Shrewsbury, New Jersey, gezeigt, und im Rathaus von Stratford, Ontario, und die Ohio Commission on Hispanic / Latino Affairs veranstaltete eine Veranstaltung in Columbus, Ohio. Das American Friends Service Committee unterstützte zwei Vorführungen – eine im DePaul University Art Museum und die andere in der Student Union der Northeastern Illinois University. David Docherty, Präsident der Mount Royal University, empfahl den Dokumentarfilm an. Ein Mitarbeiter des Sentinel Project for Genocide Prevention sprach bei einer Filmvorführung und Diskussion in Toronto über die Kampagne und die Situation im Iran. Das Symposium „Human Rights, Social Justice and Canadian Complicity with Torture – Criminology and Human Rights“ der St. Thomas University im März 2012 bot eine Filmvorführung und Diskussion.
Die Kampagne wurde auch in den lokalen Nachrichtensendungen in New York (WNBC), Miami (WTVJ) und im Community-Radio in Houston (KPFT).

### „Can you solve this?“
Eine weitere Reaktion auf die Situation war die Verwendung von QR-Codes für die Website „Can you solve this?“ (can-you-solve-this.org) Es handelt sich um ein Online-E-Mail-Kampagnensystem, mit dem Briefe über die Situation an verschiedene Führungskräfte in mehreren Ländern gesendet werden können. Es wurde im August 2011 gestartet. Eine weitere Website gibt an, dass sie über 1.700 Briefe versendet hat, wie auf der Website Mashable berichtet wird. Das Projekt wird auf der Website bahairights.org, dem Muslim Network for Bahai Rights, beworben und ist ein Projekt von Mideast Youth.

## Filme über BIHE
BIHE war eine Inspirationsquelle und Gegenstand einiger Filme. „Education Under Fire“ (Bildung unter Beschuss) ist ein Dokumentarfilm, der von Single Arrow Productions produziert und von Amnesty International mitfinanziert wurde und der das Wachstum, den Kampf und den Geist des BIHE porträtiert. „To Light a Candle“ (Eine Kerze anzünden) ist ein weiterer Dokumentarfilm des Journalisten Maziar Bahari, der 2014 uraufgeführt wurde und sich auf die Geschichten der Personen konzentriert, die mit der versuchten Schließung des BIHE in Verbindung stehen. „CopyRight“ ist ein fiktionaler 16-mm-Kurzfilm, der auf der Geschichte von Freiwilligen des BIHE basiert.
Auch in anderen Dokumentarfilmen wird auf das BIHE Bezug genommen. So enthält beispielsweise der 2011 von dem niederländischen Filmemacher Reza Allamehzadeh gedrehte Dokumentarfilm „Iranian Taboo“, der sich mit der Verfolgung der Bahai im Iran befasst, einige Hinweise auf das BIHE.